# Kubushaus

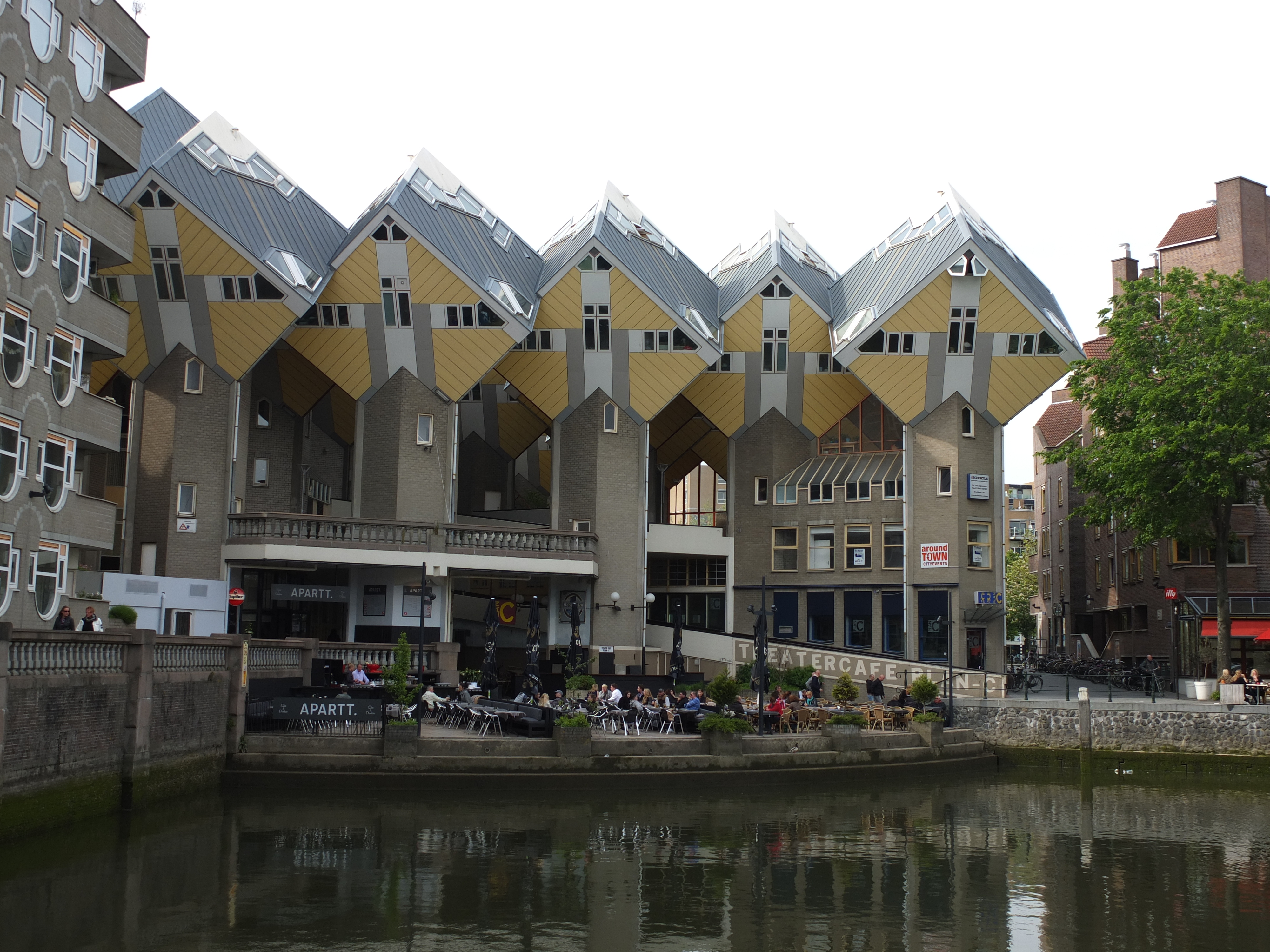
Kubushäuser in Rotterdam

Das Kubushaus (auch Kubuswohnung, Baumhaus) ist ein Entwurfsmuster für Wohngebäude, das von dem Architekten Piet Blom auf der Basis von würfelförmigen, auf einer Ecke stehenden Baukörpern entwickelt wurde. In Helmond und Rotterdam wurden zwei Gebäudekomplexe errichtet, die modular aus diesen Baukörpern zusammengesetzt wurden.

## Architektur

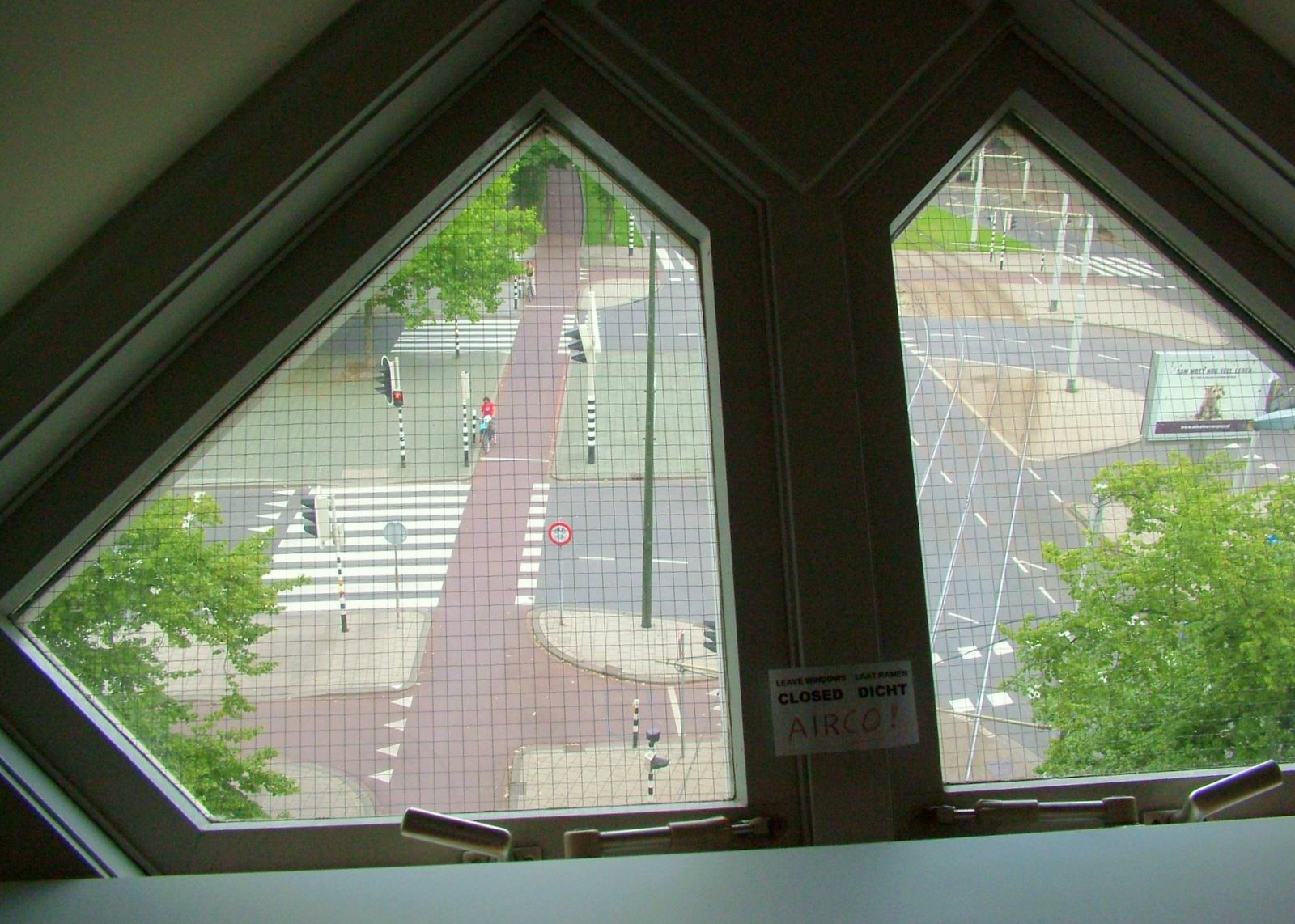
Blick aus dem Kubus hinunter auf die Straße

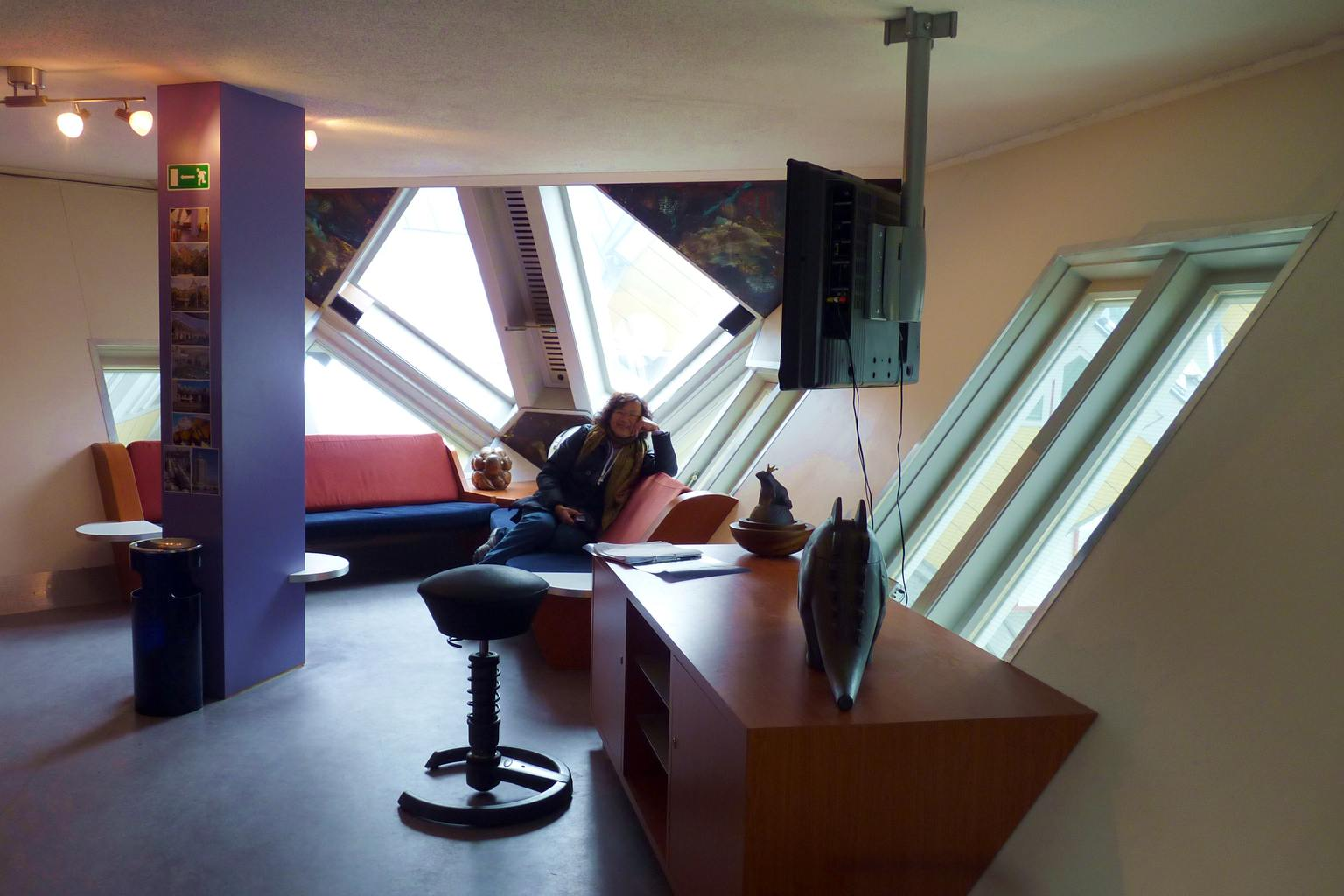
Innenansicht

Die ersten Entwürfe für die Kubushäuser fertigte Piet Blom 1972 an. Blom sah die Häuser als Bäume mit einem „Stamm“ zur vertikalen Erschließung und der Wohneinheit als „Baumkrone“.
Der Stamm hat einen sechseckigen Grundriss und besteht aus drei Stahlbetonsäulen, die mit Betonblocksteinen vervollständigt werden. Im Erdgeschoss ist ein Vorratsraum untergebracht, eine externe Treppe führt zum höher gelegenen Eingang. In Rotterdam gibt es zwei weitere Varianten: Bei der einen liegen Vorratsraum und Eingang beide im Erdgeschoss und die Treppe ist intern. Bei der anderen Variante teilen sich drei Häuser eine Treppe und im Erdgeschoss ist ein Laden untergebracht. Die Vorratsräume liegen anderswo im Komplex.
Der Kubus mit der Kantenlänge von 7,5 Metern ist gekippt und steht auf einer Ecke, so dass drei Seiten nach unten und drei nach oben zeigen. Blom sprach von „Straßenhaus“ und „Himmelshaus“. Das Tragwerk und die Geschossplatten bestehen aus Ortbeton, die Außenwände sind in Holzskelettbauweise aus Kiefernholz errichtet. Die Geschossfläche beträgt circa 100 m² (ohne den Stamm). Alle Gebäude werden von einer zentralen Heizungsanlage versorgt.
Der Kubus hat drei Etagen. Auf der untersten liegt ein Wohn- und Essraum und die Küche, ein Büro oder Hobbyraum und eine Toilette. Die mittlere Etage beinhaltet zwei Schlafzimmer und ein Bad. Auf der obersten Etage befindet sich ein pyramidenförmiger Raum mit Fenstern zu allen Seiten, der als Schlafzimmer, Kinderzimmer oder Sonnenraum genutzt werden kann.
Mehrere Gebäude als Gruppe sah Blom als „Wald“ oder „Dorf“, als definierte und ablesbare Einheit in der Stadt.

## Realisierte Projekte

### Helmond

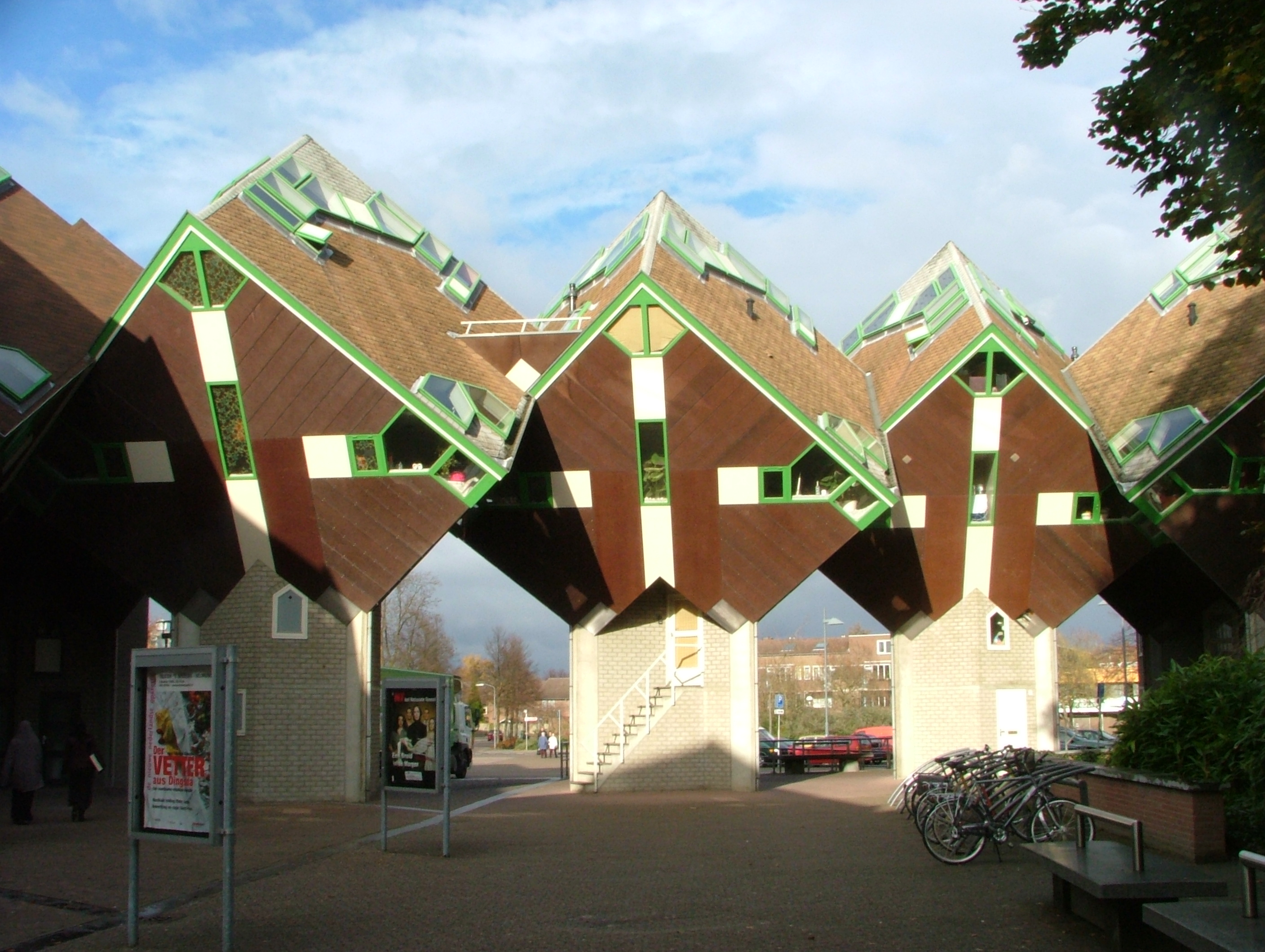
Kubushäuser in Helmond

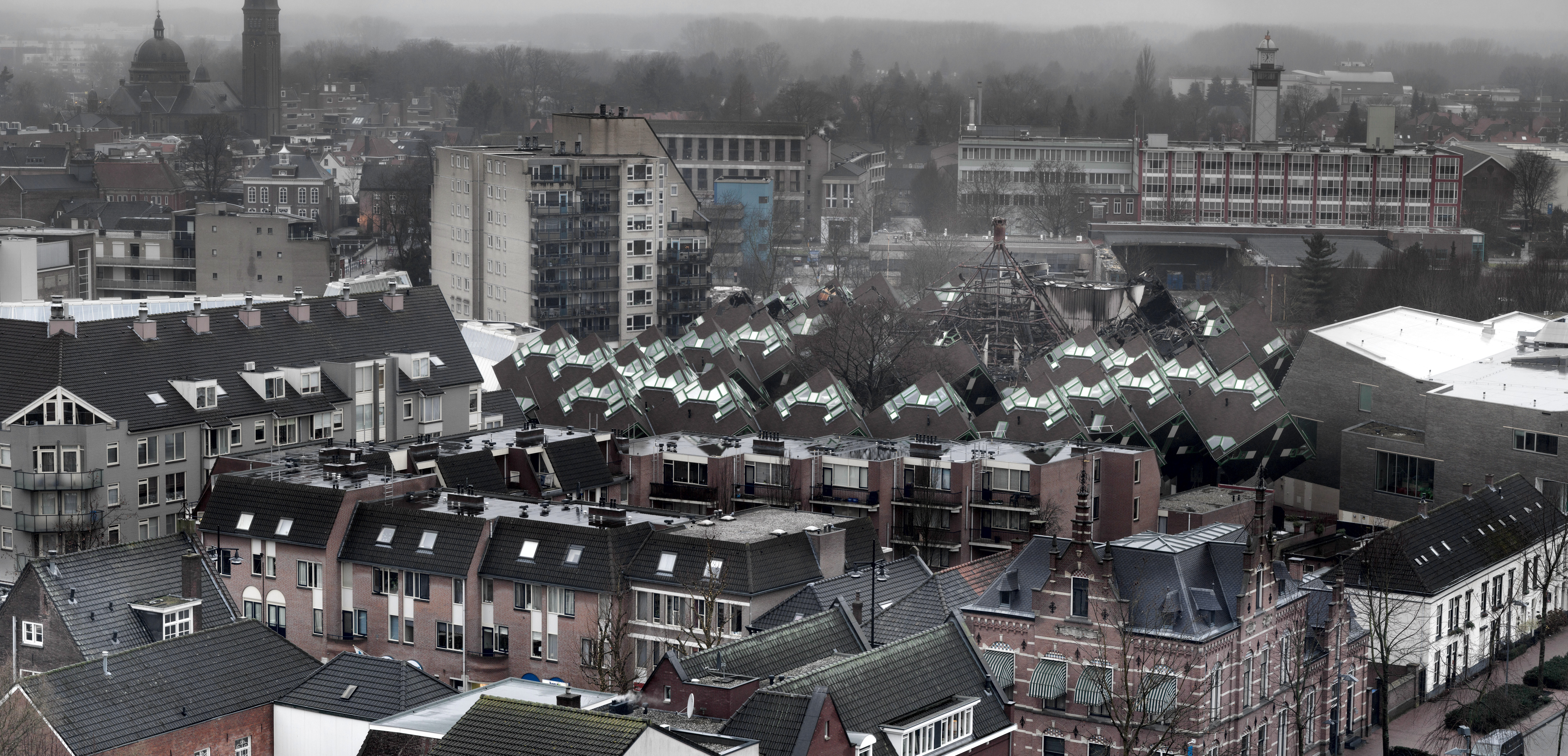
Nach dem Brand

1975 wurden in Helmond an der Wilhelminalaan drei Häuser zu Testzwecken gebaut. 1977 wurden weitere 18 Häuser (heute Piet Blomplein) fertiggestellt, die sich um ein Kulturzentrum gruppieren.
Am 29. Dezember 2011 wurde das Kulturzentrum durch einen Großbrand zerstört. Dabei wurden auch mehrere der Kubushäuser schwer beschädigt.

### Rotterdam

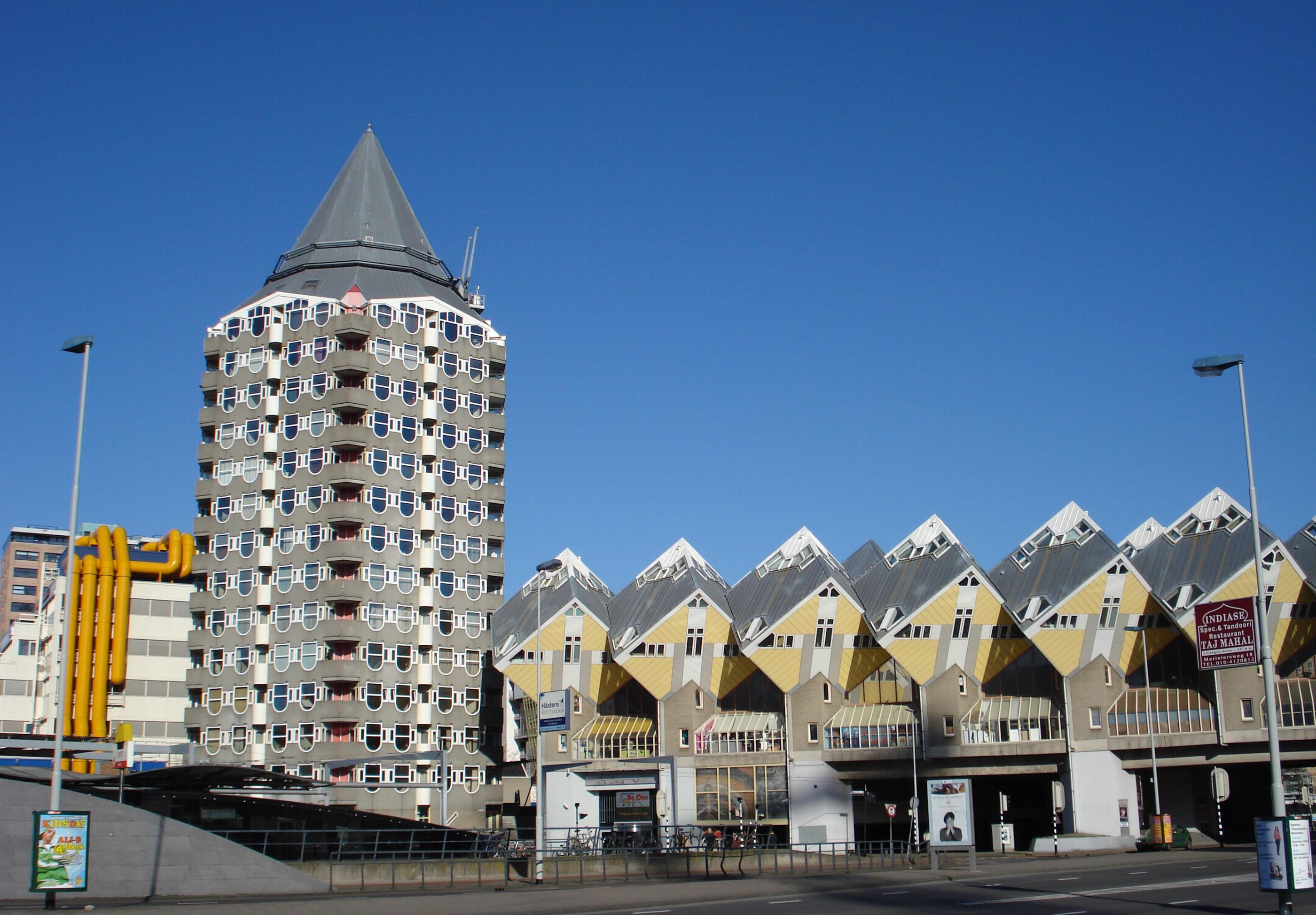
Blaakturm und Kubushäuser in Rotterdam

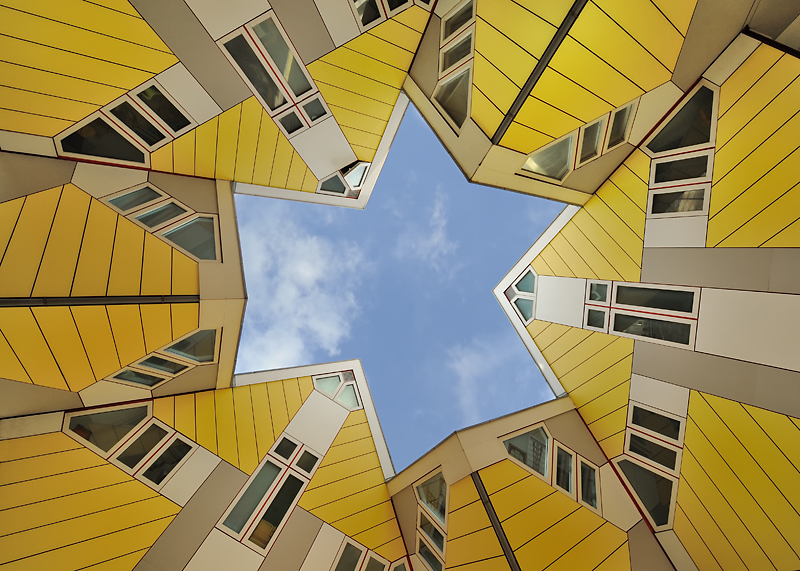
Kubushäuser in Rotterdam, Detail

1978 fertigte Blom die ersten Entwürfe für das Projekt in Rotterdam an. Es sollte 74 Kubushäuser und ein Kulturzentrum umfassen; das Programm wurde jedoch reduziert. Aufgrund finanzieller Schwierigkeiten dauerte es vier Jahre bis zum Baubeginn 1982. 1984 waren die geplanten 51 Kuben fertiggestellt, drei der Kuben sind größer als das Standardmaß. 38 Kuben sind Wohneinheiten, der Rest gehört zu der Schule, die Teil des Programmes ist, oder zu den Ladeneinheiten. Insgesamt gibt es 14 Ladeneinheiten auf der Promenadenebene, dazu noch ein Restaurant und weitere Geschäftsräume anderswo im Gesamtkomplex. Auf der Promenadenebene gibt es auch einen Kinderspielplatz. Eine der Wohneinheiten nennt sich Kijk-Kubus und ist als Museum für die Öffentlichkeit begehbar. Zusammen mit dem Apartmenthaus Blaaktower – ebenfalls von Blom – bilden die Kubushäuser ein städtebauliches Ensemble.
Die Gebäudegruppe überspannt eine vielbefahrene Straße und agiert als Fußgängerbrücke. Es war ein städtebauliches Ziel, die Verkehrsader zu überbrücken und diese Brücke mit Gebäuden zu bestücken. Die untere Promenaden-Ebene ist öffentlich zugänglich. Die Geschosse darüber sind privat. Durch die geneigten Fenster überblicken die Bewohner den öffentlichen Raum.
Alle 38 Wohneinheiten waren bereits vor Fertigstellung verkauft. Zwischenzeitlich nutzte die Architekturakademie zwei Kuben. Für fünf Jahre wurden die Läden als Modeboutiquen genutzt. In den letzten Jahren werden die Ladeneinheiten als Büros oder Studios vermietet. Zwei Kuben sind für Besucher zugänglich.
1997/98 wurden umfangreiche Renovierungsarbeiten vorgenommen. Die Dächer wurden mit Zink verkleidet und einige Fenster ausgetauscht. Die Unterseiten der Kuben wurden neu gestrichen. 2001 wurde die Promenadenebene von der Stadt Rotterdam komplett saniert.
Der Kunstkubus wurde 2019 am Overblaak 30 eröffnet. Unter Beibehaltung des ursprünglichen Wohnlayouts bildet dieses Kubushaus die Kulisse für die Arbeit verschiedener lokaler Künstler.

### Toronto

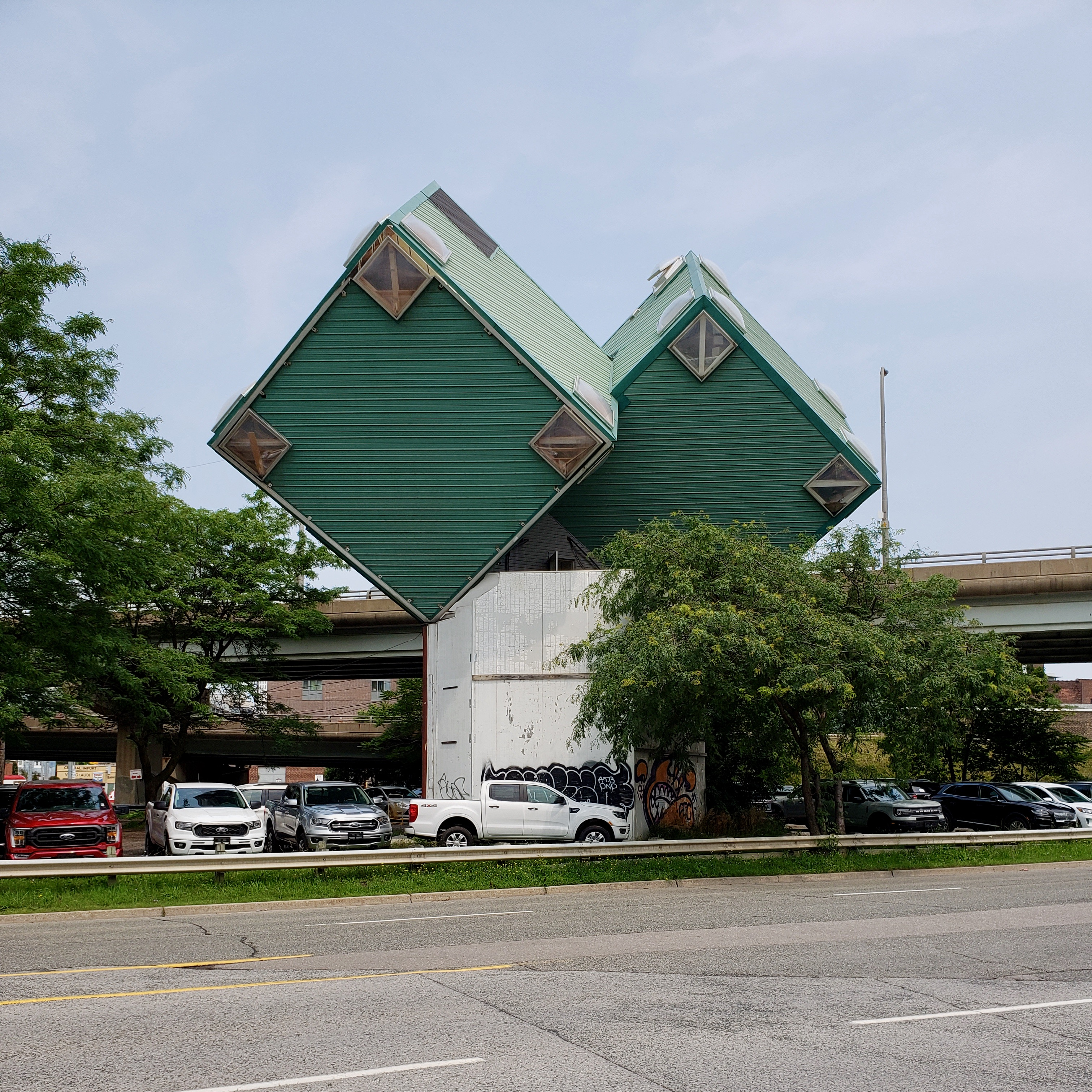
In Toronto

Ben Kutner, ein Architekt aus Ottawa, kaufte über sein Unternehmen UniTri Technologies Inc. die Rechte an Bloms Entwurf. 1996 ließ er auf einer städtischen Brachfläche in Toronto (Adresse: 1 Sumach Street, Corktown, Toronto) exemplarisch ein Haus basierend auf dem UniTriModule errichten. Es besteht aus drei Kuben mit 7,3 Metern Kantenlänge; die Gesamtwohnfläche beträgt ca. 111 Quadratmeter. Er hatte zehn Jahre auf die Baugenehmigung warten müssen. Kutners Plan war, das Gebäude später wieder abzubauen und in ein großmaßstäbliches Wohnungsbauprojekt im Hafengebiet zu integrieren, das aus Hunderten von Kuben bestehen sollte. Aus Mangel an Investoren kam es aber nie dazu. Kutner wohnte lange Zeit selbst in dem Gebäude. Der Eigentümer des Grundstückes hat es weiterverkauft, um die Eigentumsverhältnisse an dem Haus stritt der Architekt vor Gericht. Die Außenseite ist heute (2009) großflächig mit Werbung beklebt.